# Überhandknoten
Der Überhandknoten ist der einfachste Knoten, den es gibt. Man braucht dazu nur einen Faden, ein Seil oder ein Band. Er ist ein Stopperknoten. Er wird gebunden, indem das Ende rund um seine eigene stehende Part gewunden wird.

## Anwendung
Die Knotenfestigkeit des Überhandknotens liegt bei etwa 50 %. Nach Belastung ist er äußerst schwer zu lösen. Unbelastet neigt er dazu, sich von allein zu öffnen.
Meist dient er als Stopperknoten, beispielsweise, um das Ende eines Nähfadens am Durchrutschen durch den Stoff zu hindern.
Mit einem Überhandknoten kann ohne Bindemittel ein Beutel oder Sack verschlossen werden, wenn dieser nicht komplett gefüllt ist und noch genügend Stoff („Hals“) zum Verknoten übrig bleibt.
In der Seefahrt diente er als Fassschlag zum Anheben von Fässern.
Der Überhandknoten ist auch Bestandteil von vielen anderen Knoten wie dem Schnürknoten und Verbindungsknoten wie dem doppelten Spierenstich.

## Abgrenzung
Häufig wird der Überhandknoten mit dem halben Knoten und dem halben Schlag verwechselt. Diese drei Knoten sind sehr ähnlich in ihrem Aufbau, haben jedoch klar unterschiedliche Anwendungszwecke.

Unterschiede
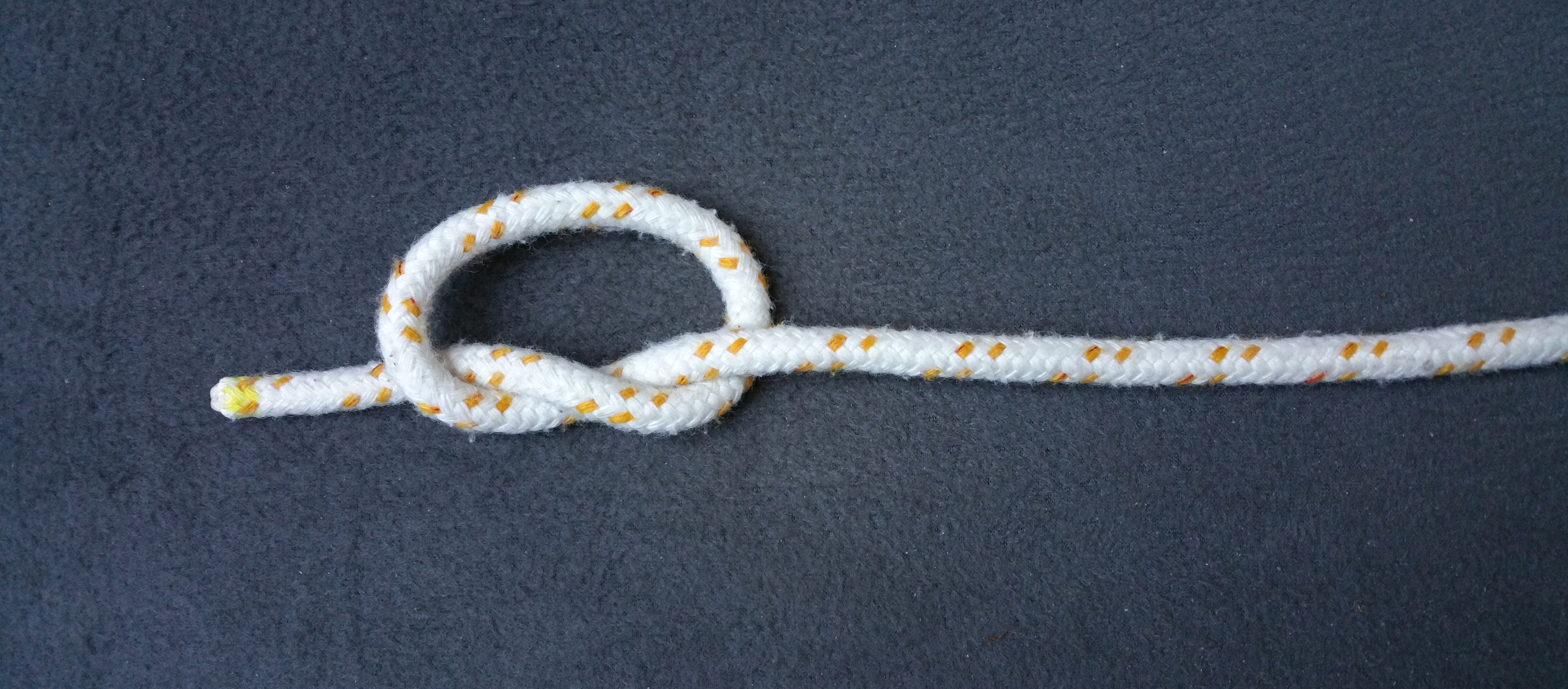
Überhandknoten
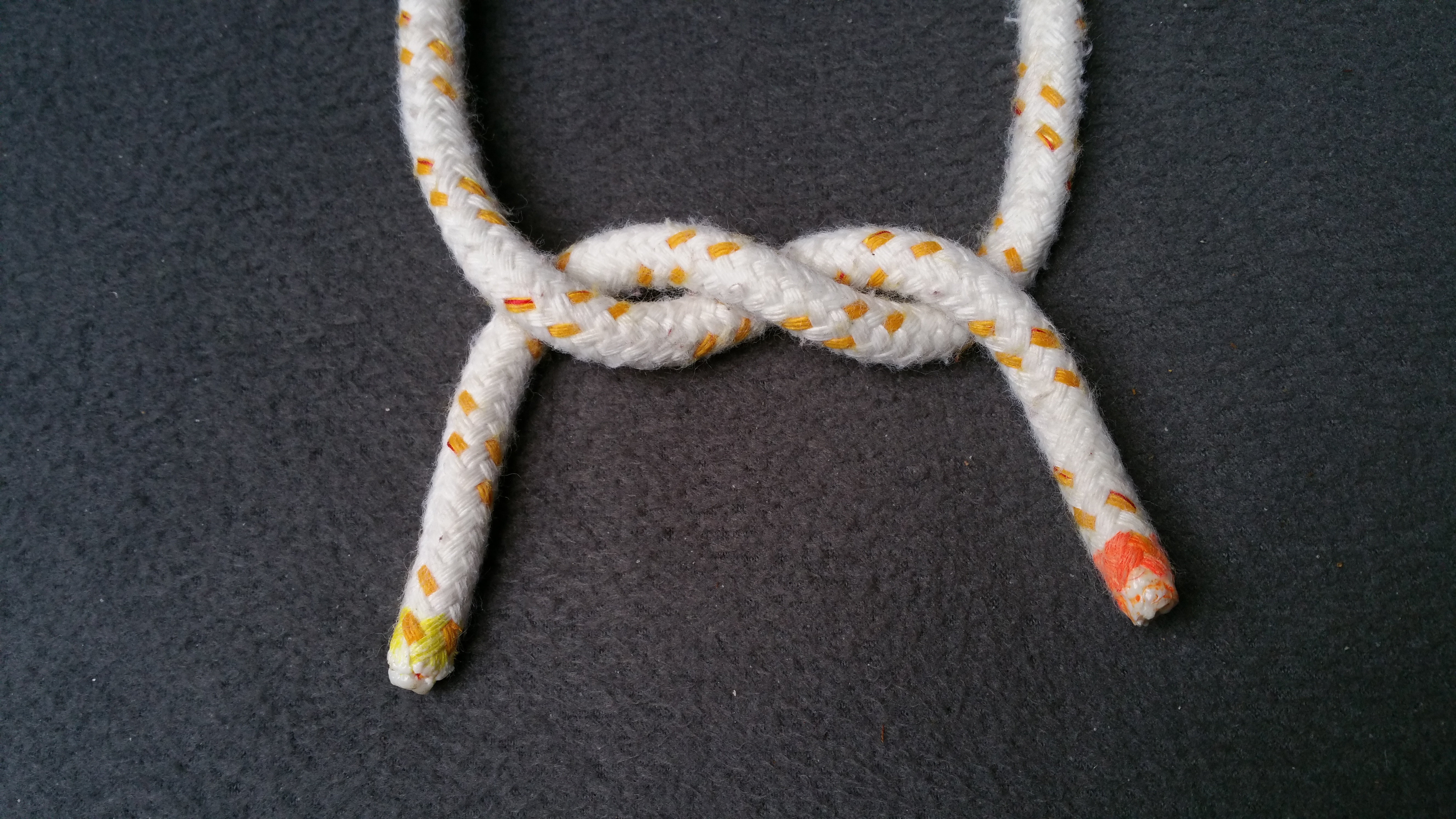
Halber Knoten
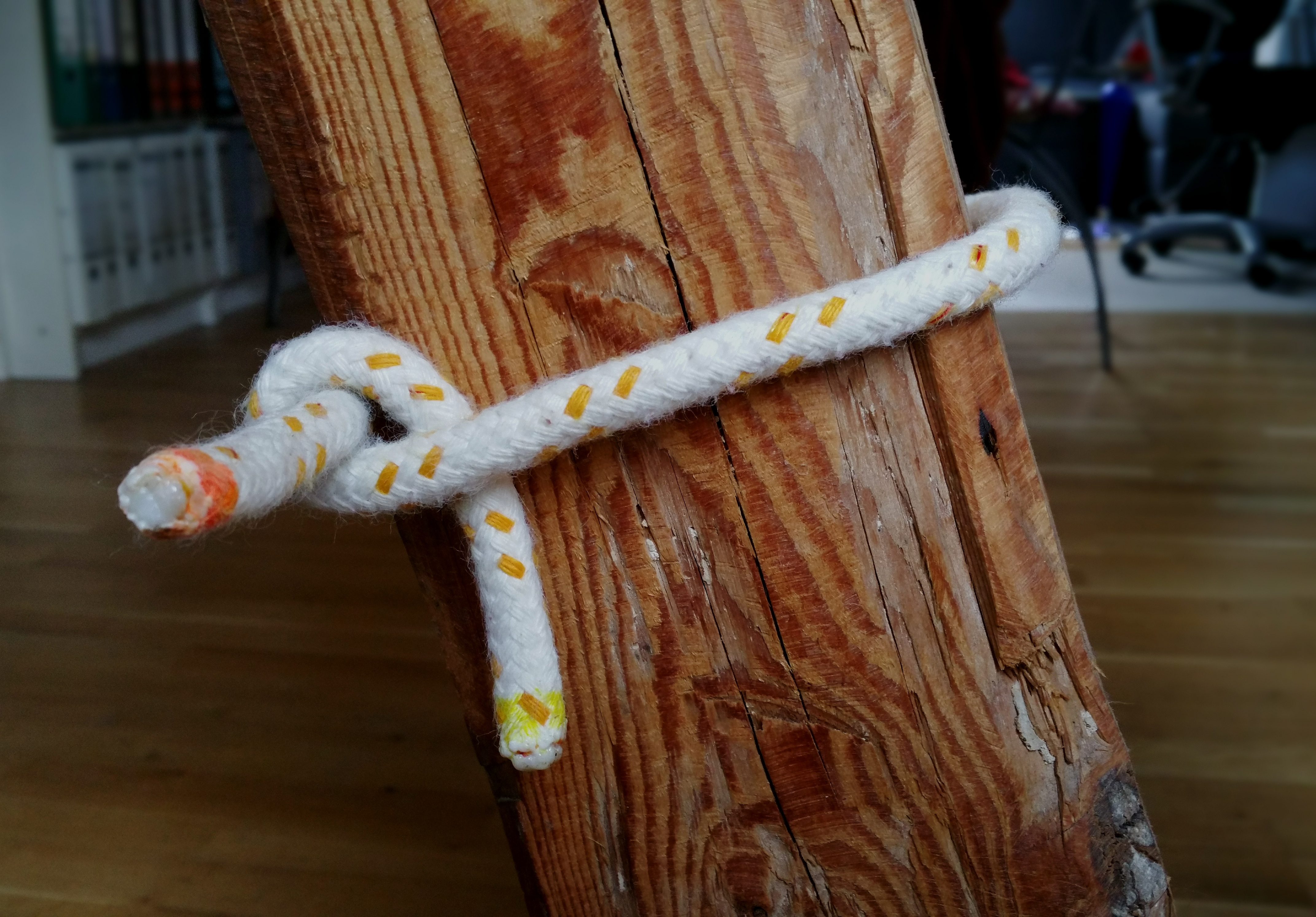
Halber Schlag

Der Überhandknoten wird mit einem Seilende rund um seine eigene stehende Part gebunden. Er ist ein Stopperknoten.
Der Halbe Knoten wird mit zwei Seilenden oft um ein oder mehrere lose Objekte gebunden und ist dabei ein Bindeknoten, der zum Verschnüren von Paketen, Schnürsenkeln und so weiter benutzt wird.  Er ist aber auch ein loser Verbindungsknoten, der aber nur für Fäden, Garne oder Schnüre geeignet ist.
Er tritt in den allermeisten Fällen nicht als selbstständiger Knoten auf.
Der Halbe Schlag wird gebunden, indem ein Seilende zuerst um ein Objekt gebunden wird und erst dann um die eigene stehende Part. Er dient zum Sichern des Seilendes.

## Knüpfen
Es wird immer zuerst ein Auge gelegt und dann das freie Ende durch das Auge hindurchgesteckt. Fertig ist der Überhandknoten.
Er lässt sich auf zweierlei Weise knoten. Entweder bindet man das linke lose Ende über das rechte feste Ende (LüR) oder man knüpft das rechte Ende über das linke Ende (RüL)
Dies bezeichnet aber nicht, ob der Knoten links oder rechts gebunden ist. Das ist abhängig von der Schlagrichtung.

### Knüpfen eines links geknoteten Überhandknotens

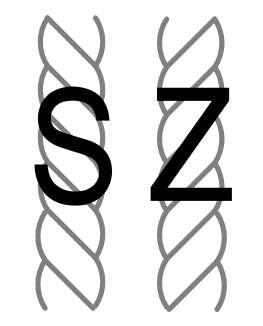
S-Schlag (linksgängig) und Z-Schlag (rechtsgängig)

Fachlich ausgedrückt kann man – von der Betrachtungsrichtung unabhängigen – beim Überhandknoten zwei Schlagrichtungen vorfinden, einen mit einer „S“- (linken) oder einen mit einer „Z“ (rechten) -Schlagrichtung.

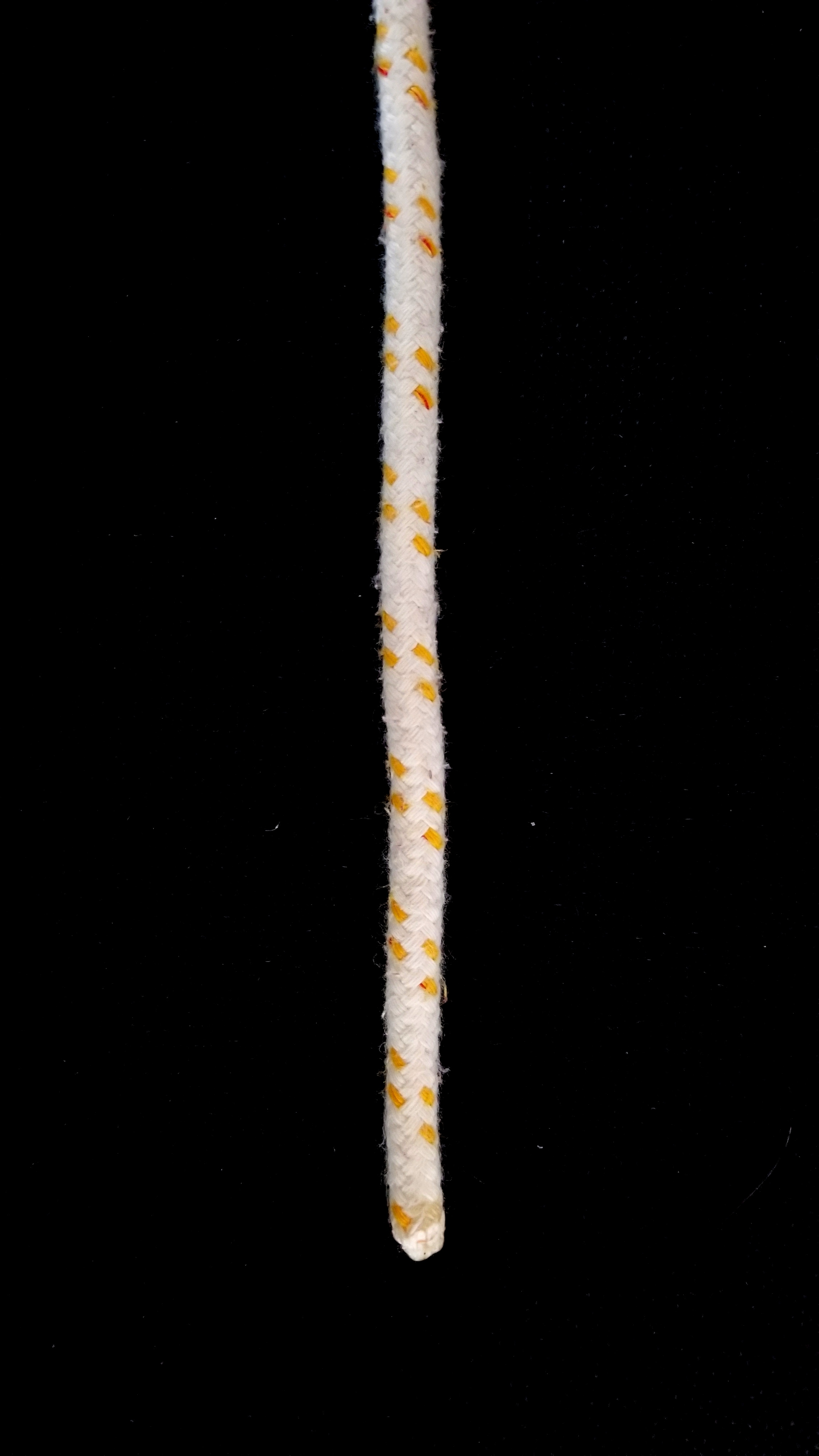
Unten ist das lose Ende, die lose Part und oben das feste Ende, die stehende Part.
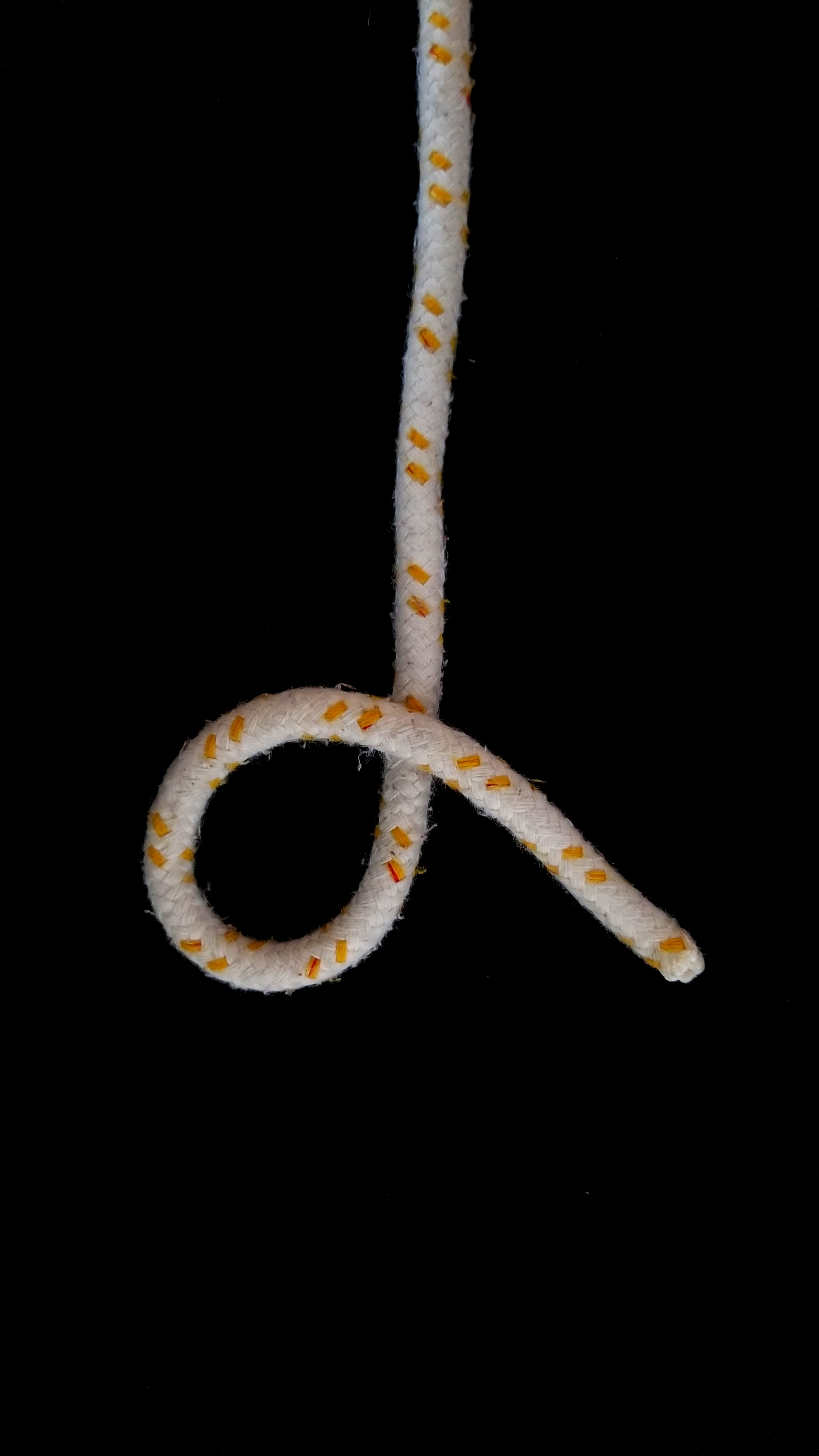
Zuerst wird ein Auge mit der Schlagrichtung links gelegt. Das heißt, man legt die lose über die stehende Part. Die Schlagrichtung ist deshalb links, weil von oben nach unten die Windung nach links (entgegen dem Uhrzeigersinn) nach unten führt.
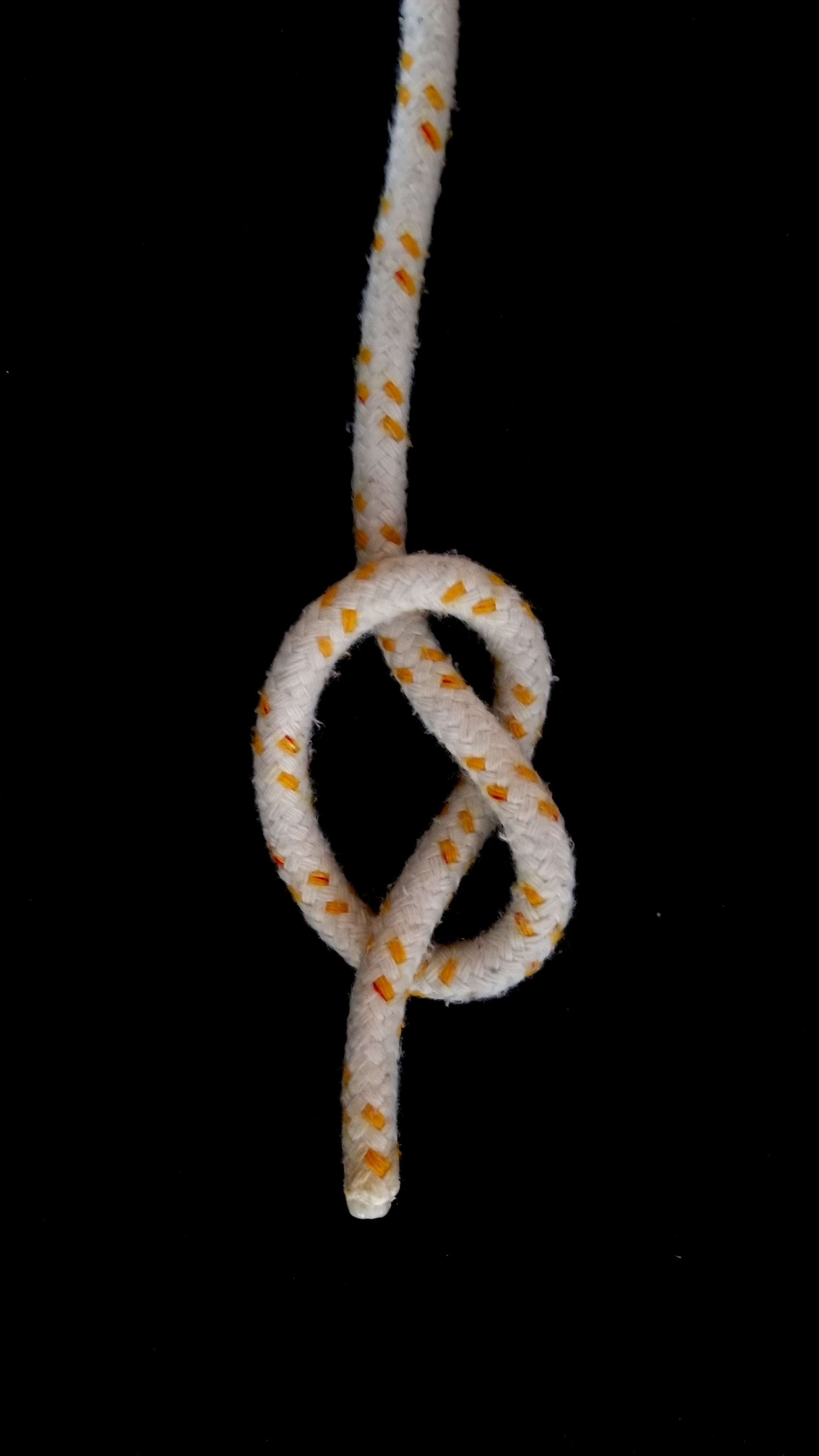
Dann führt man die freie Part unter und über durch das Auge hindurch. Man erhält einen „S“ geschlagenen Überhandknoten. Man betrachte die Stelle, an der eine Part in der Mitte des Überhandknotens über die andere geht. Die Part zeigt den Buchstaben S, der Knoten ist linksgängig und wird auch als links geknoteter Überhandknoten bezeichnet.
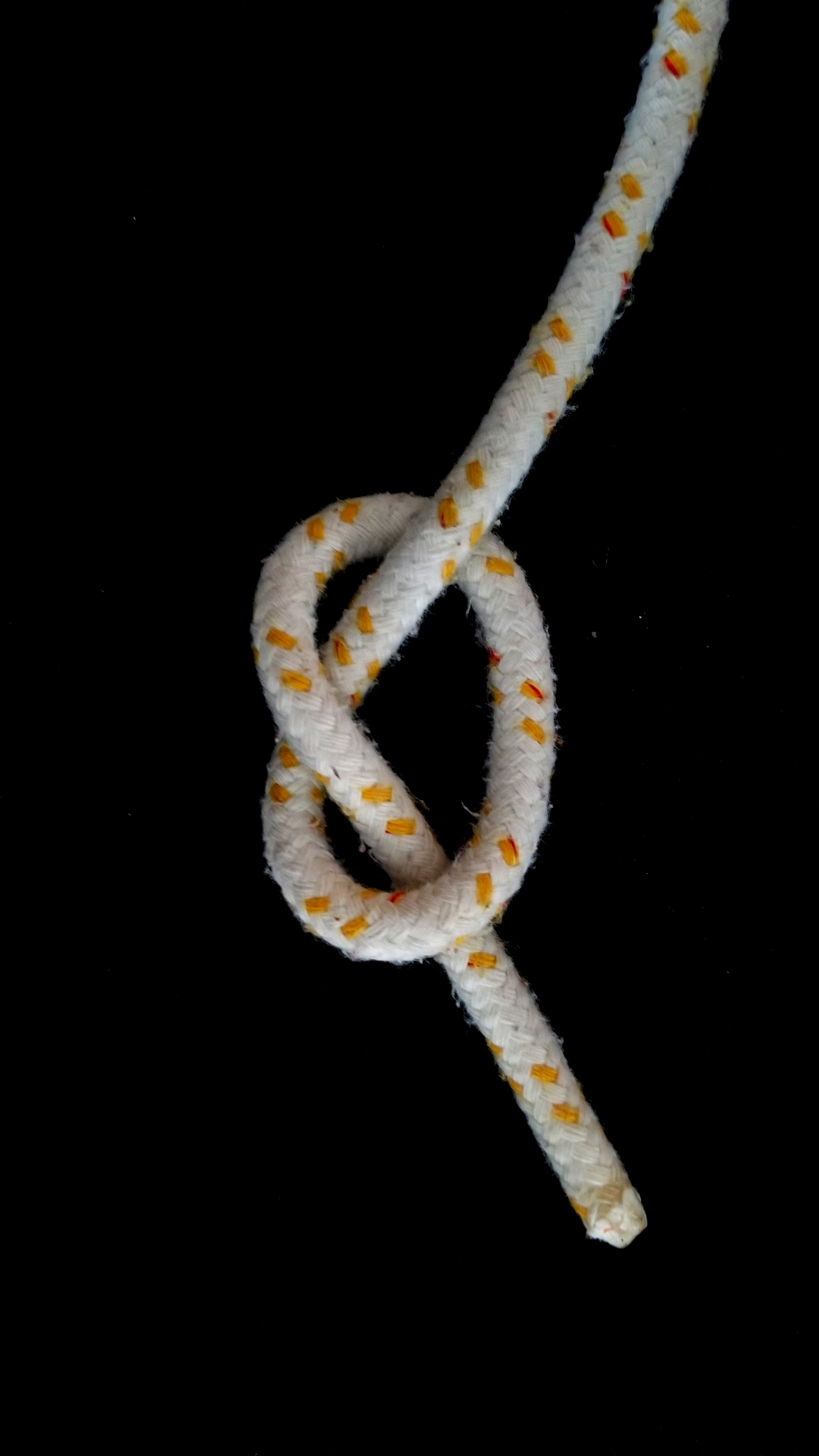
Auch die Rückseite zeigt einen „S“ geschlagenen Überhandknoten.
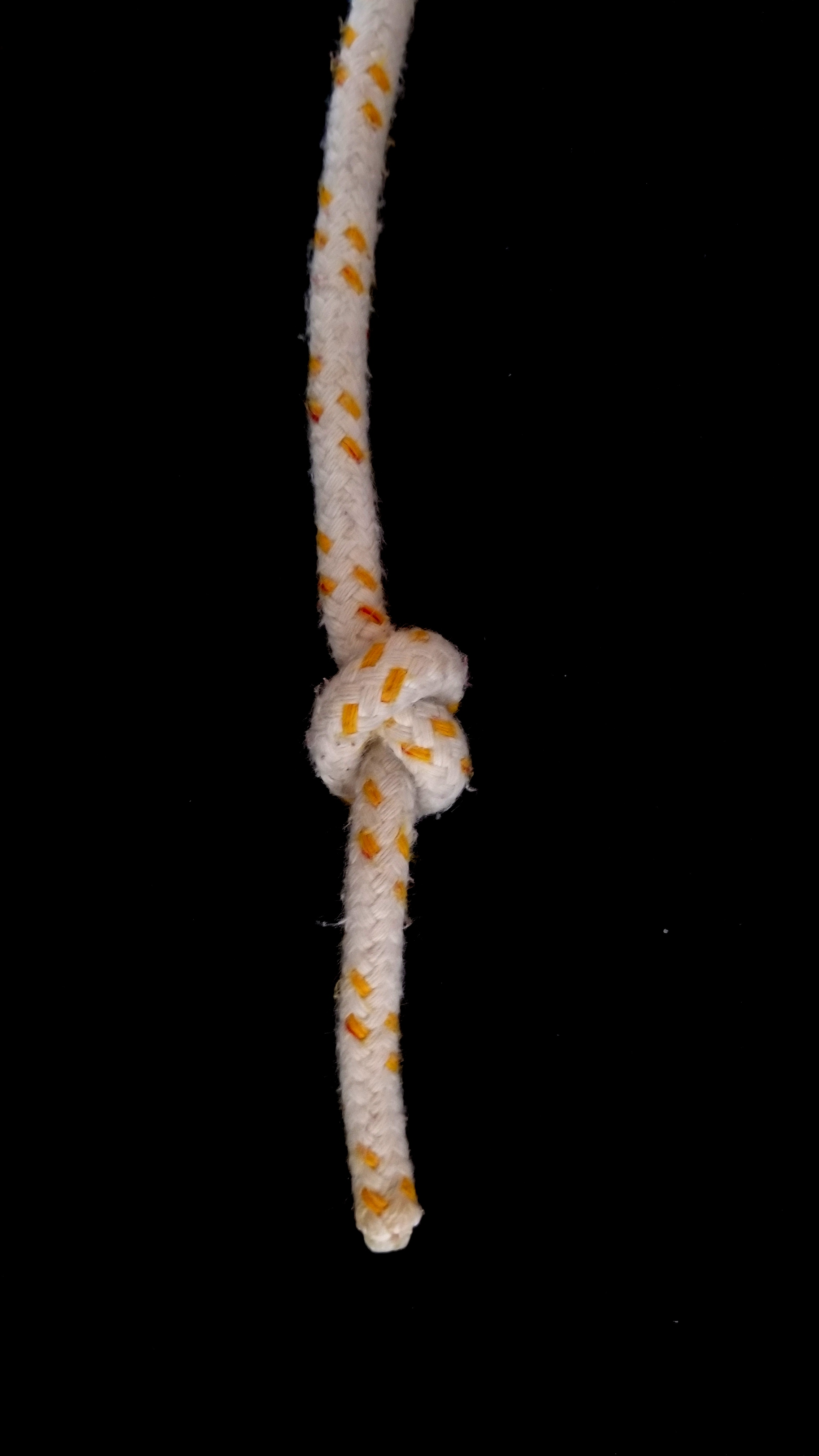
Zuziehen und fertig.

### Knüpfen eines rechts geknoteten Überhandknotens

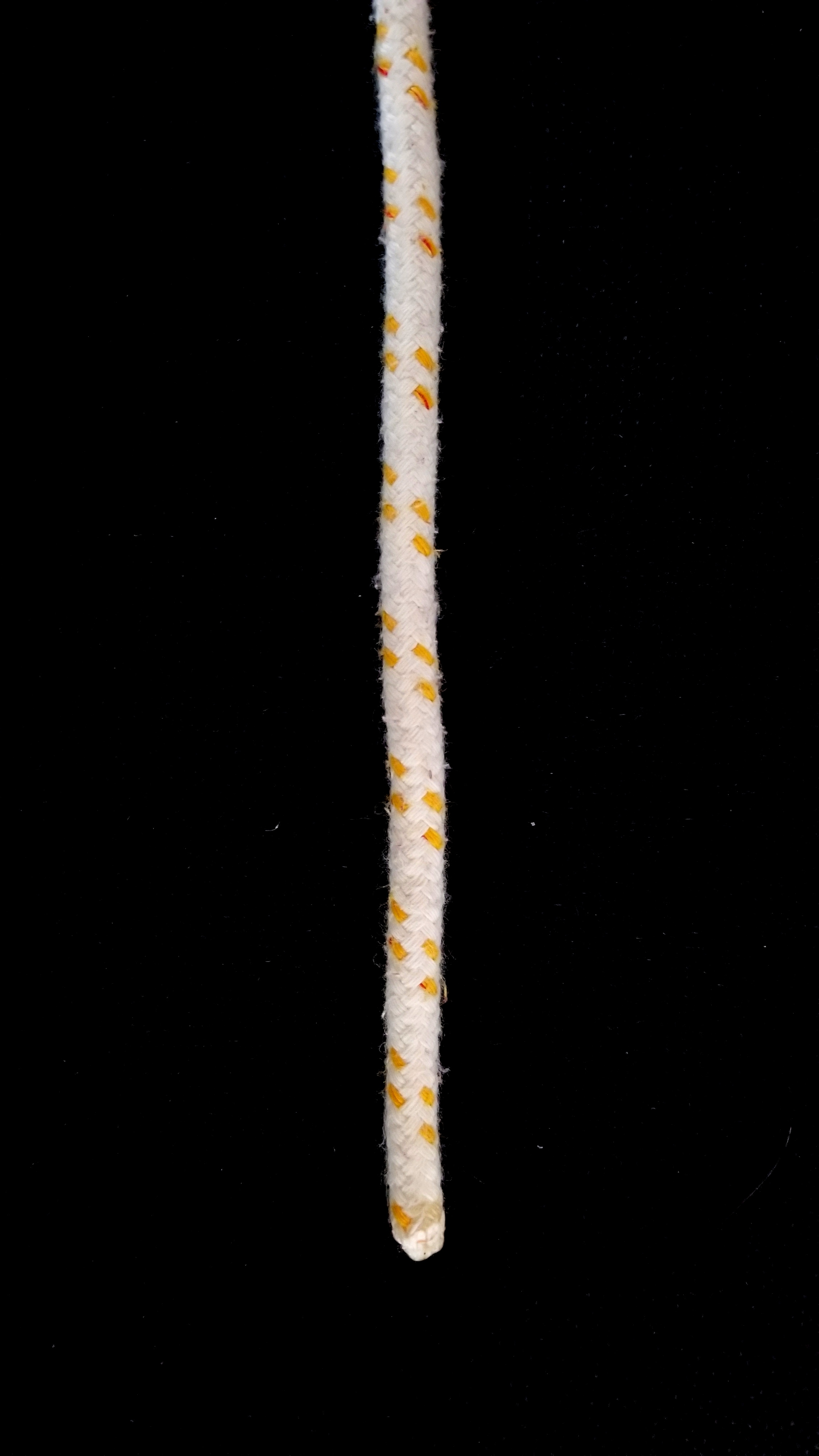
Unten ist die lose Part und oben die stehender Part
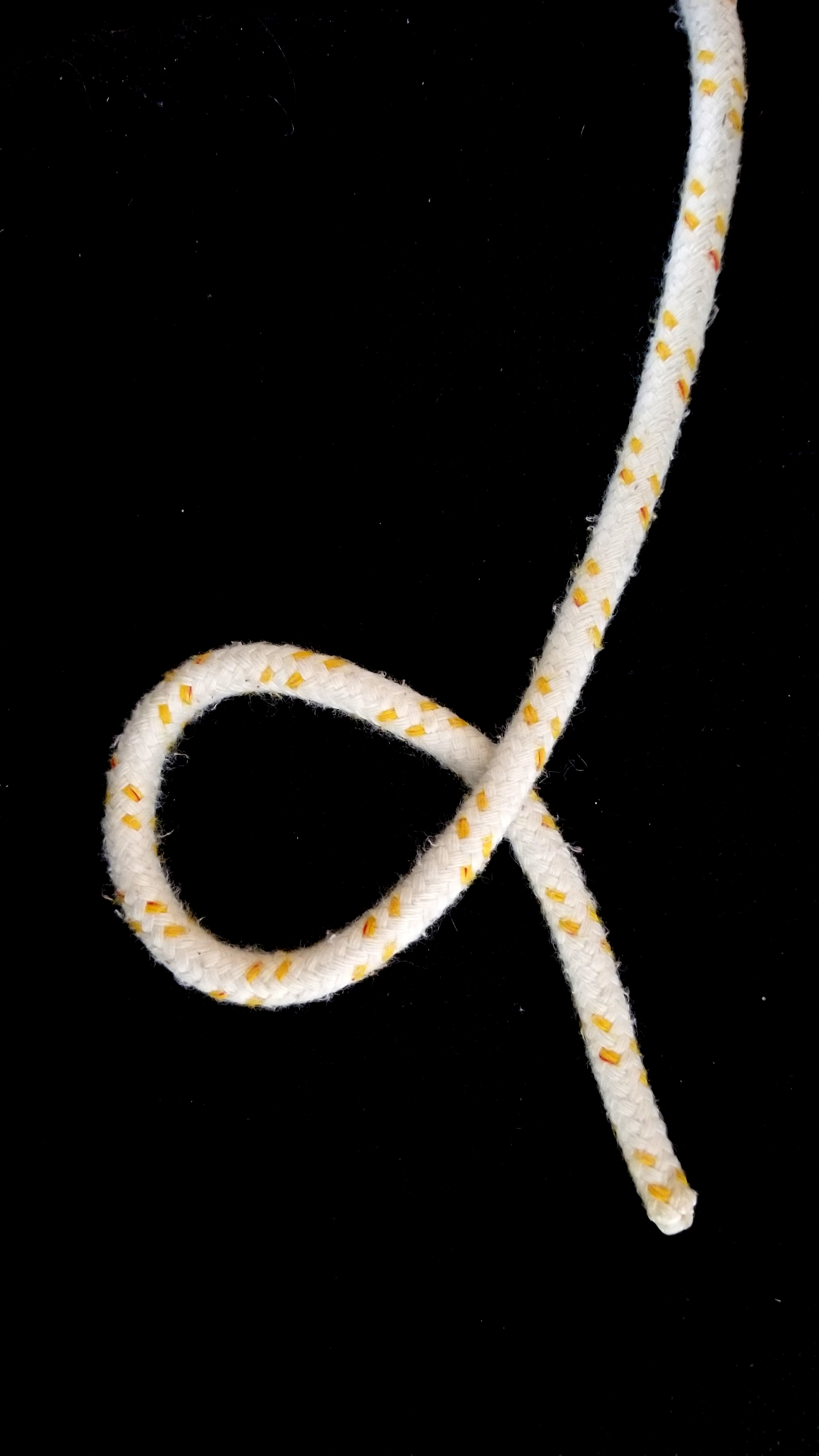
Zuerst wird ein Auge mit der Schlagrichtung rechts gelegt. Das heißt, man legt die lose unter die stehende Part. Diese Schlagrichtung nennt man deshalb rechts, weil die Windung von oben nach unten nach rechts (im Uhrzeigersinn) verläuft.
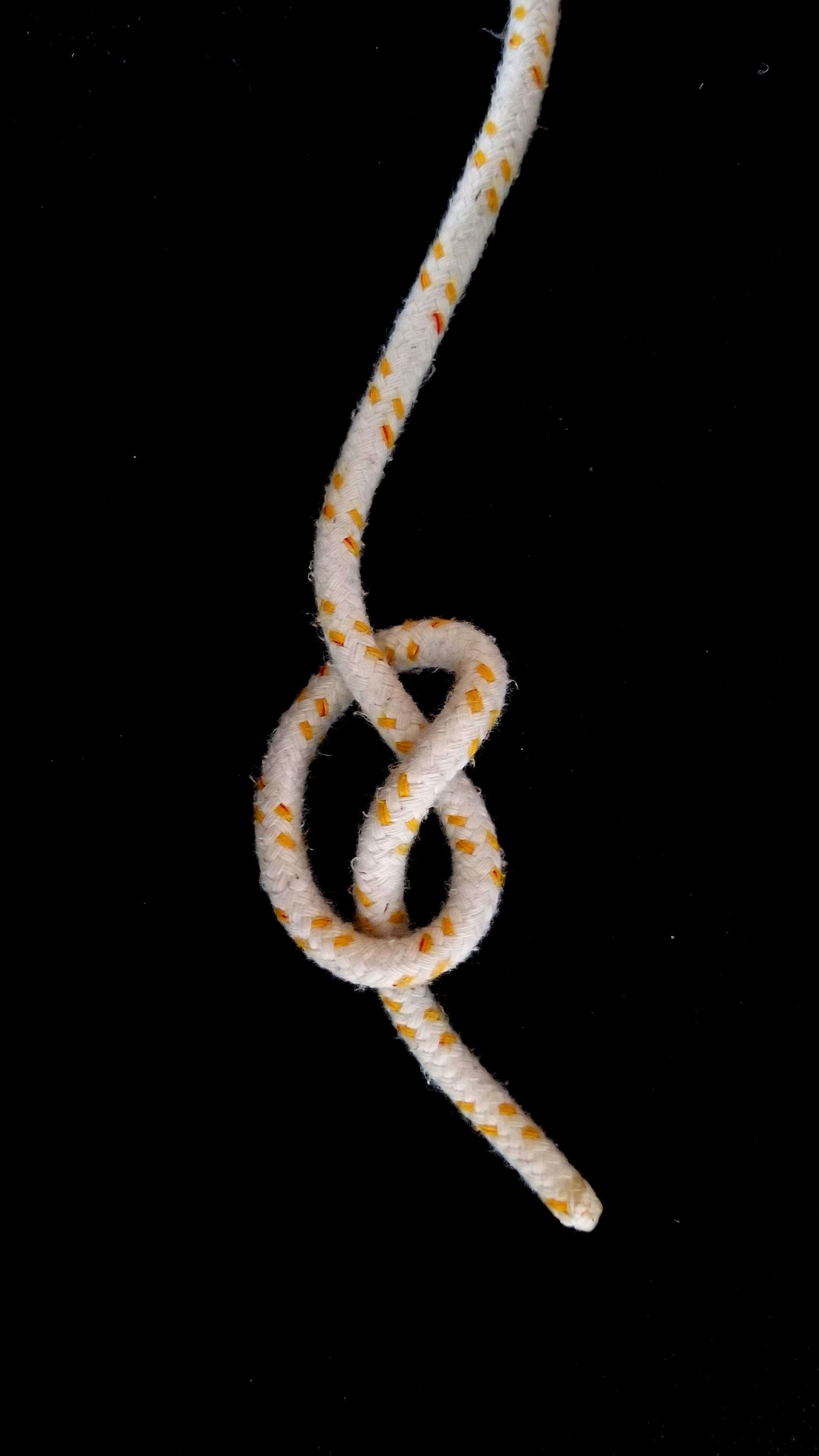
Dann führt man die freie Part über und unter durch das Auge hindurch. Man erhält einen „Z“ geschlagenen Überhandknoten. Man betrachte die Stelle, an der eine Part in der Mitte des Überhandknotens über die andere geht. Die Part zeigt den Buchstaben Z. Der Knoten ist rechtsgängig und wird gelegentlich auch als rechts geknoteter Überhandknoten bezeichnet.
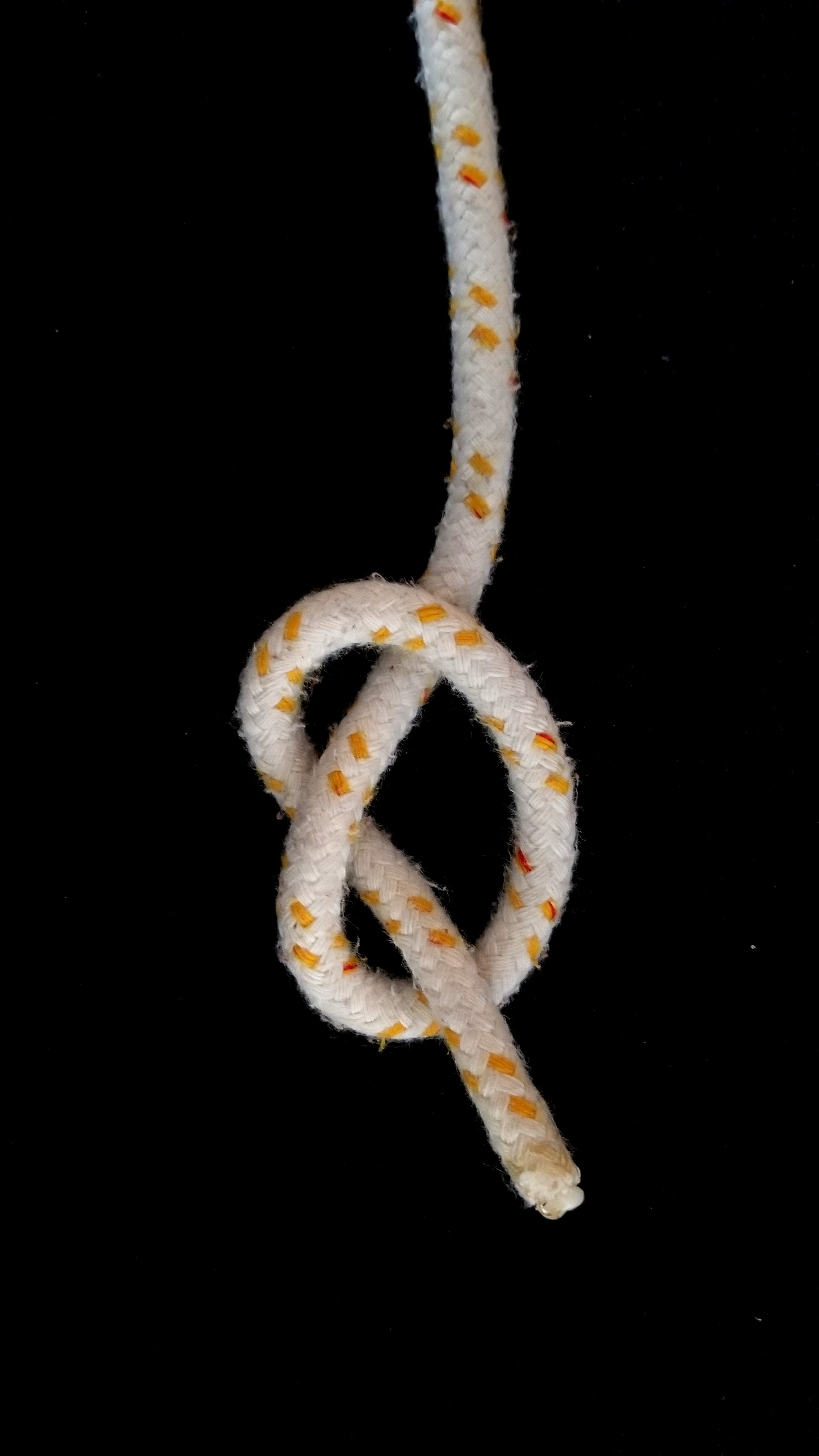
Auch die Rückseite zeigt einen „Z“ geschlagenen Überhandknoten
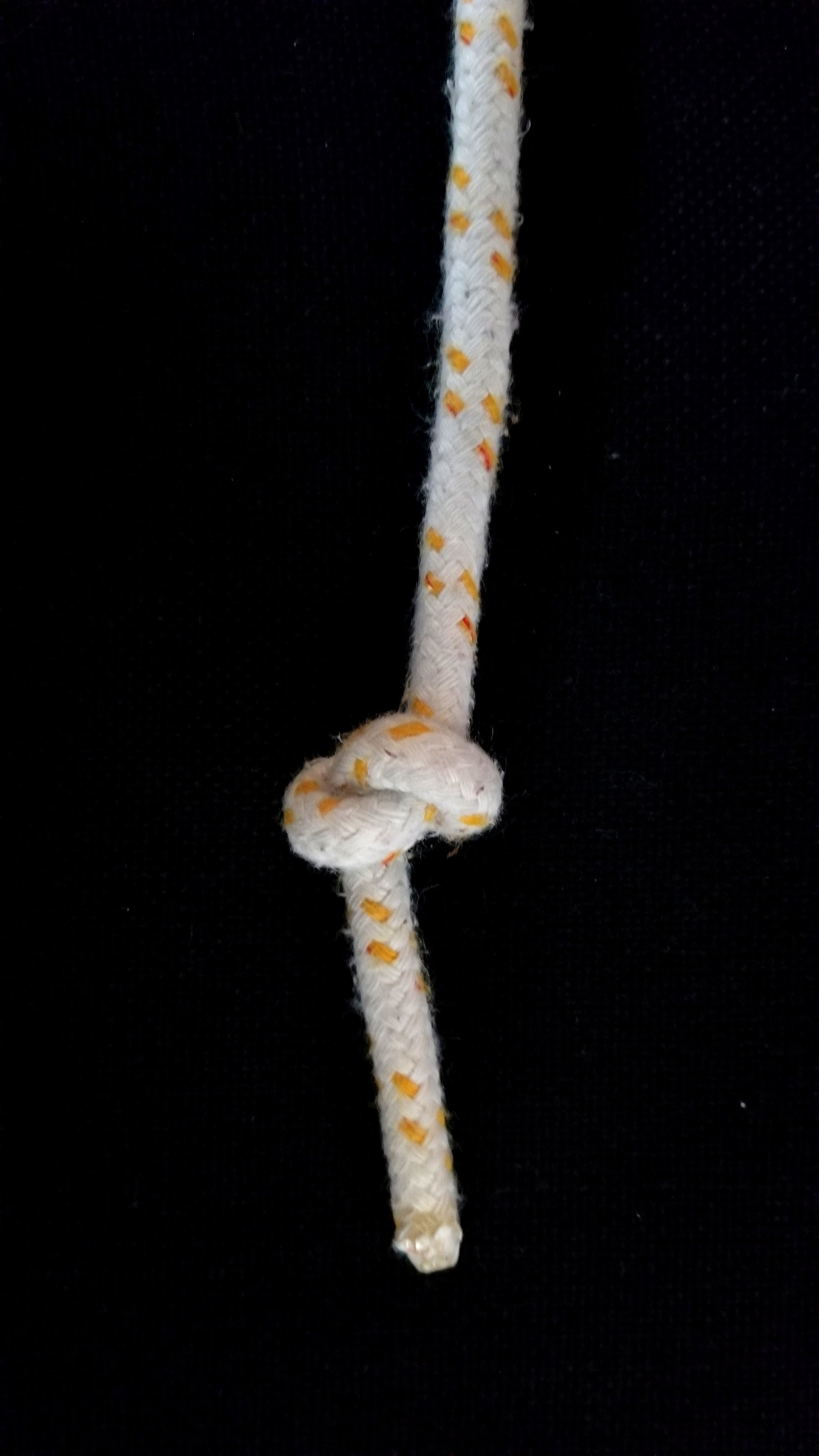
Zuziehen und fertig.

## Verwandte Knoten

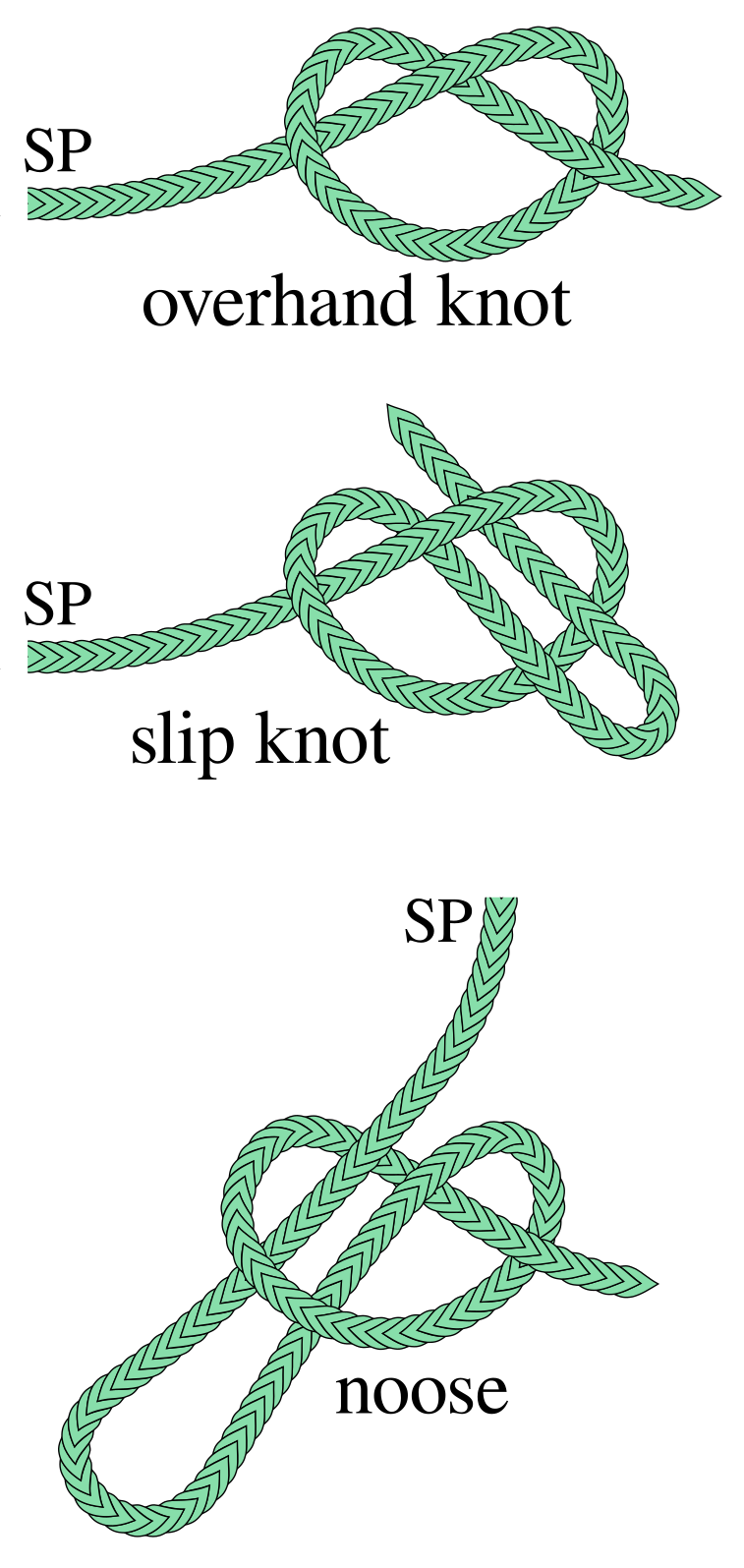
V. o. n. u.:
Überhand-, Slipknoten und Schlinge. SP=Standing Part (Festes Ende)

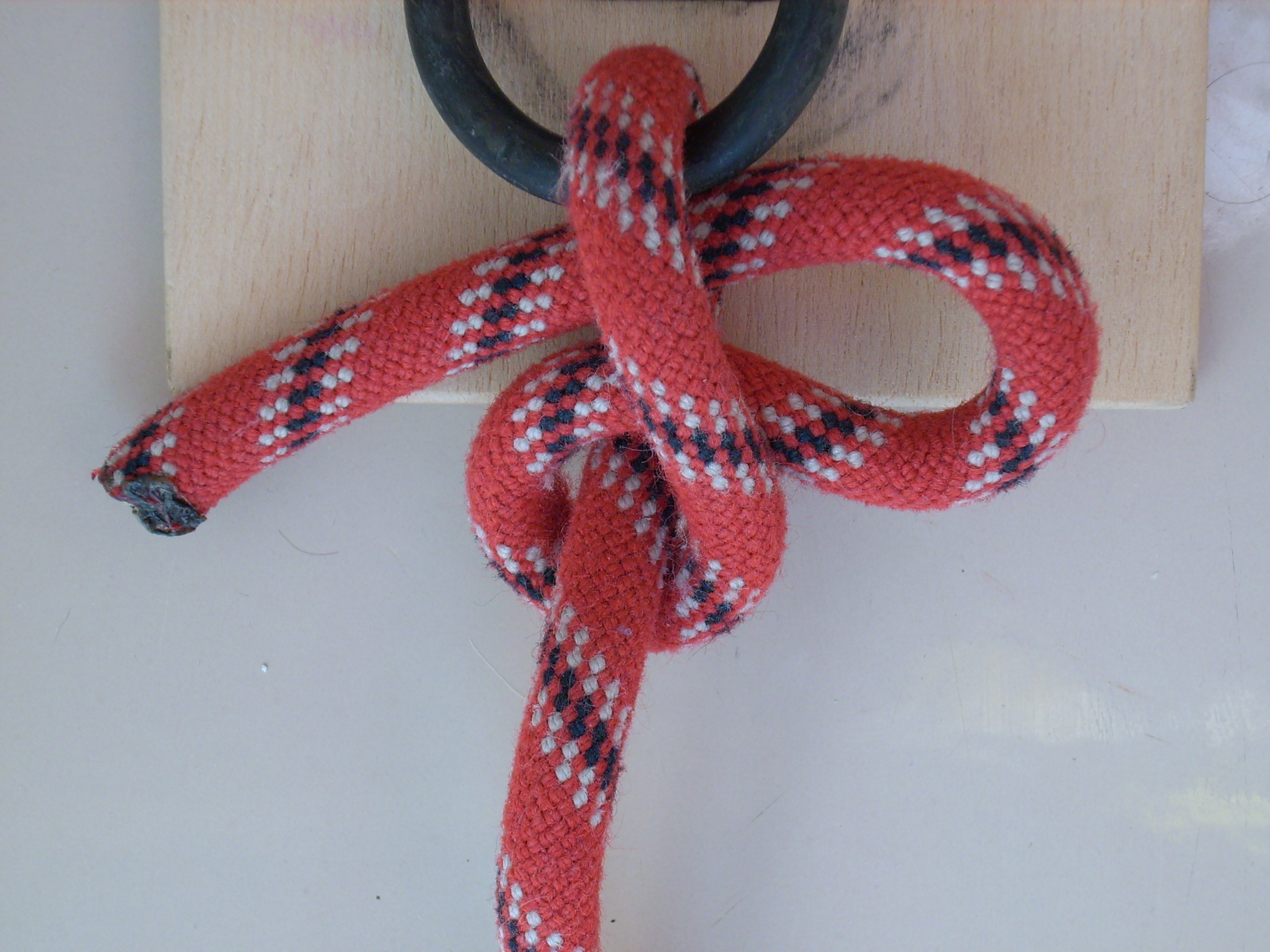
Halber Schlag mit Slip

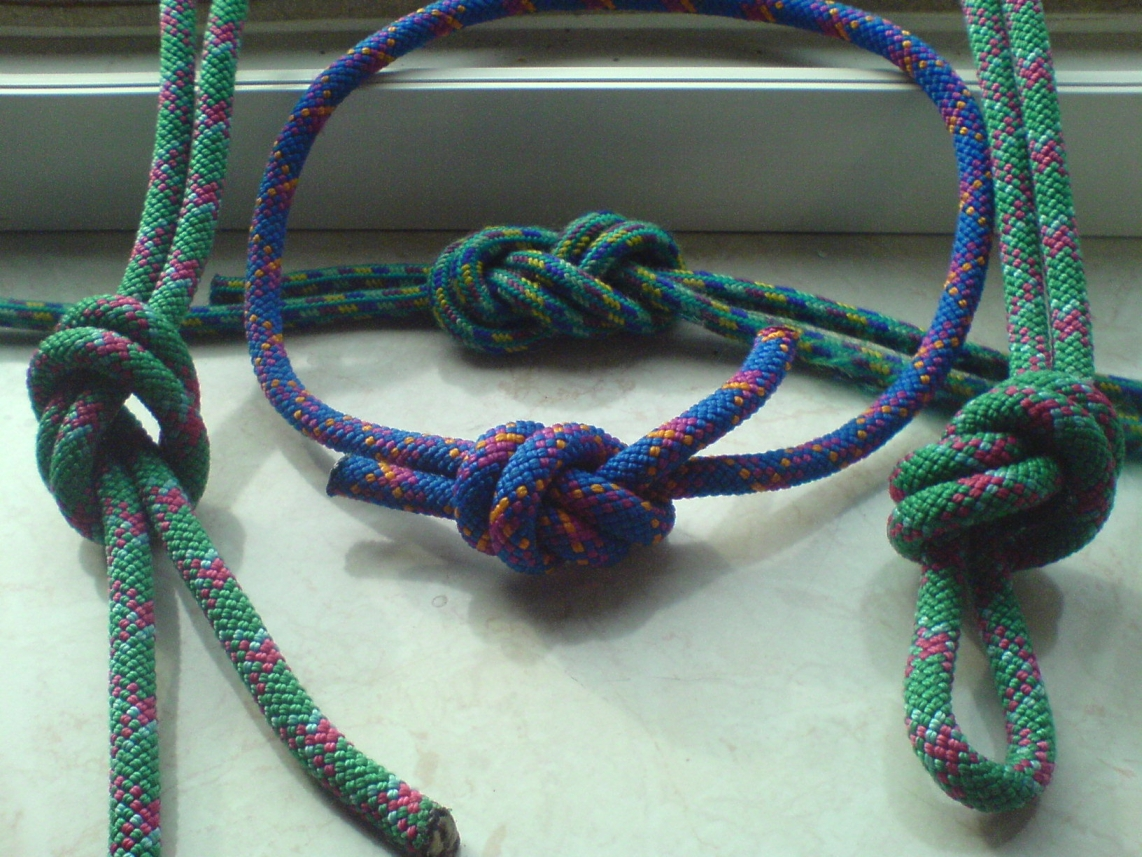
Sackstich v.l.n.r:
Tropfenform, Ringform, Schlaufe. Gegenübergestellt dem Achterknoten (hinten)

### Auf Slip gelegt
Erweitert man einen Überhandknoten, indem man ihn auf Slip legt, entsteht ein Slipknoten, oder eine Einfache Schlinge, je nachdem mit welchem Seilende der Slip gelegt wird. Wird der Slip mit dem losen Ende gebildet, entsteht der Slipknoten. Mit ihr erhält man einen leicht zu öffnenden Stopperknoten. Knüpft man den Slip dagegen mit dem festen Ende, entsteht die einfache Schlinge.  Zieht man an dem jeweiligen Ende, das die Bucht bildet, so löst sich der Knoten wieder. Beim Häkeln und Stricken dienen der Slipknoten und die Schlinge als Ausgangspunkt (siehe auch Luft- und Feste Maschen).
Knüpft man den Slipknoten um einen Gegenstand entsteht ein Halber Schlag mit Slip.

### Sackstich
Legt man zwei Seilenden zusammen und macht mit beiden einen Überhandknoten, entsteht ein Sackstich. Vom Sackstich gibt es mehrere Knotenformen. Zum einen die Tropfenform, die Ringform und die Schlaufenform.

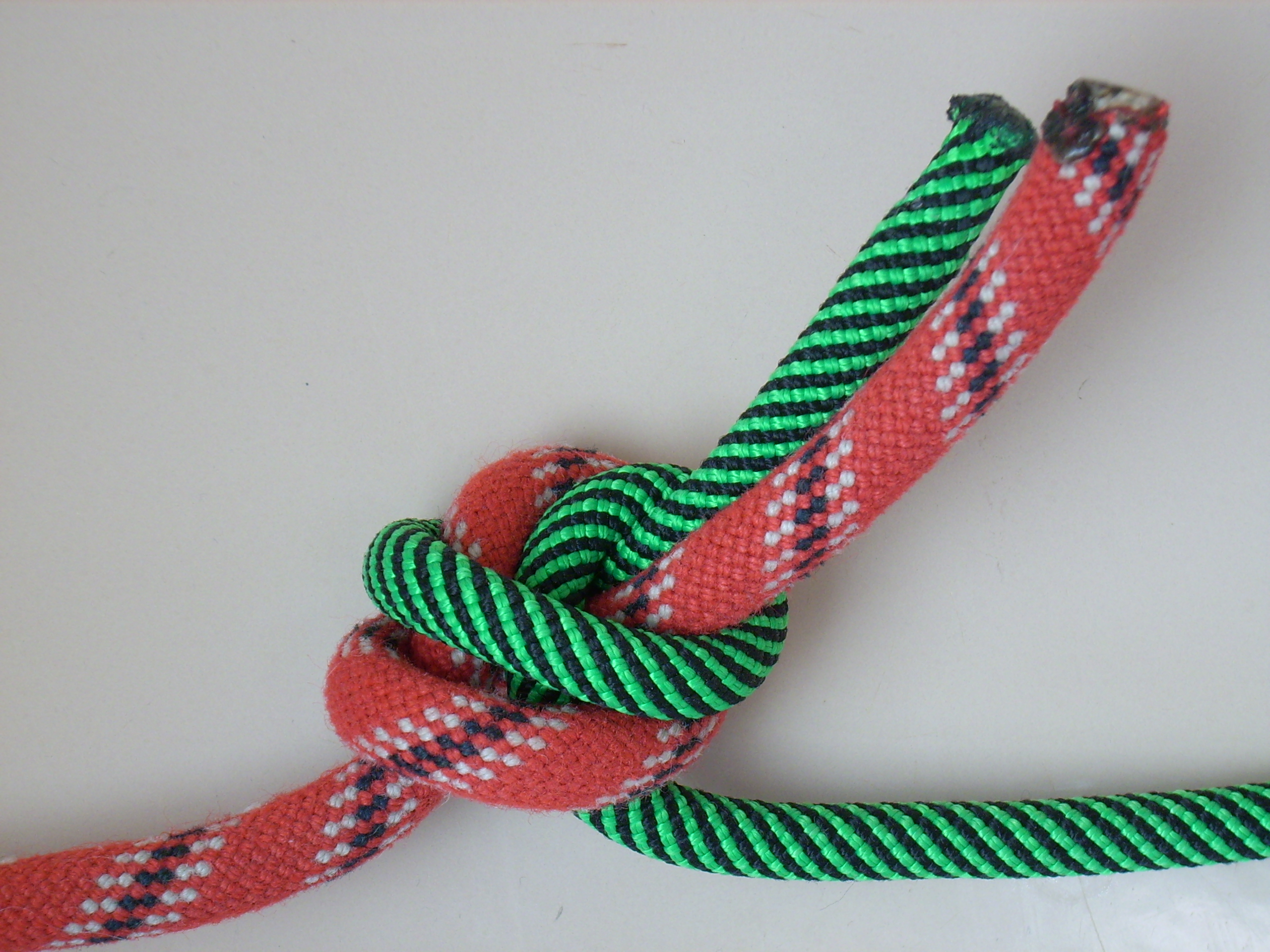
Sackstich (Tropfenform)
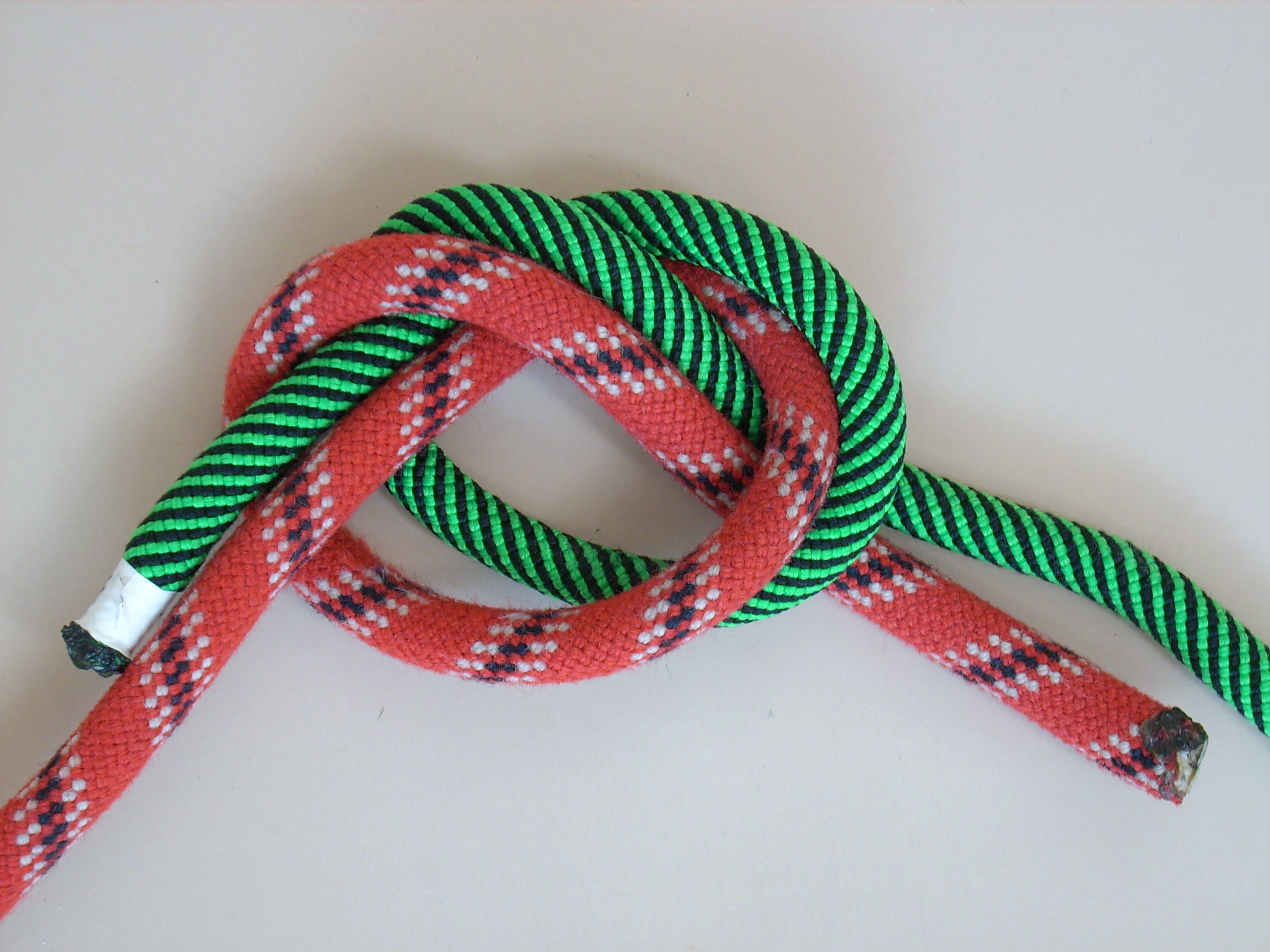
Sackstich (Ringform), auch Bandschlingenknoten oder Wasserknoten genannt.
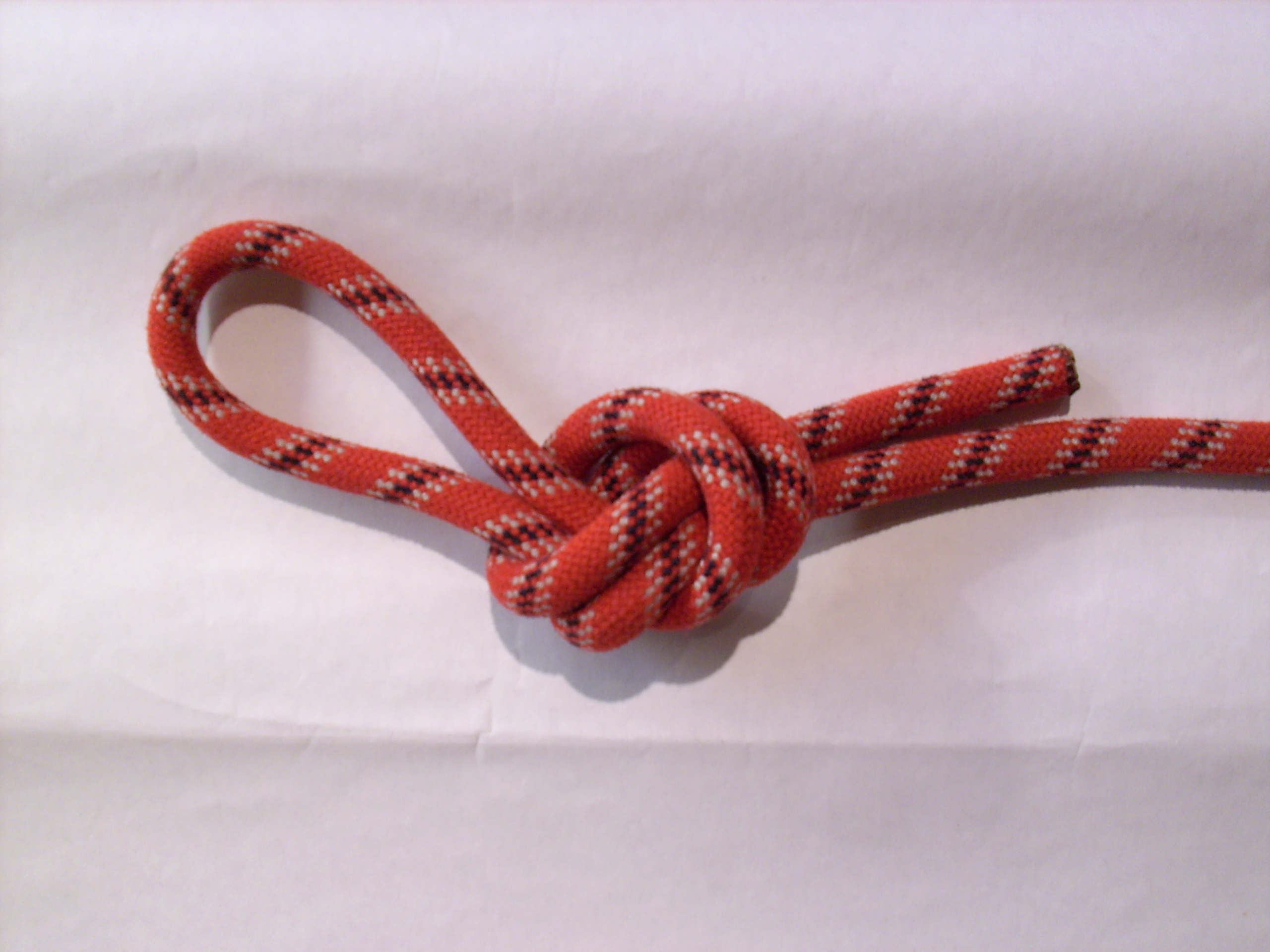
Sackstich (Schlaufenform)

## Abwandlungen
- Legt man mehrere Überhandknoten nacheinander um eine Stange, entsteht der Marlschlag.
- Führt man beim Überhandknoten das freie Ende nochmals durch das Auge, entsteht ein zweifacher oder Doppelter Überhandknoten.
- Verdreht man beim Überhandknoten das Auge um eine halbe Drehung, entsteht ein Achtknoten.
- Der Überhandknoten ist der Basisknoten für einen Zopfknoten, indem man der Bucht unten eine Extra-Drehung und gibt und das Ende einmal einsteckt. Jede zusätzliche halbe Drehung mit folgendem Einstecken ergibt insgesamt drei Buchten auf beiden Seiten des Knotens.

- Legt man einen Überhandknoten um ein zweites Seil und macht mit diesem einen Überhandknoten um das erste Seil, entsteht ein Spierenstich (Fischerknoten).

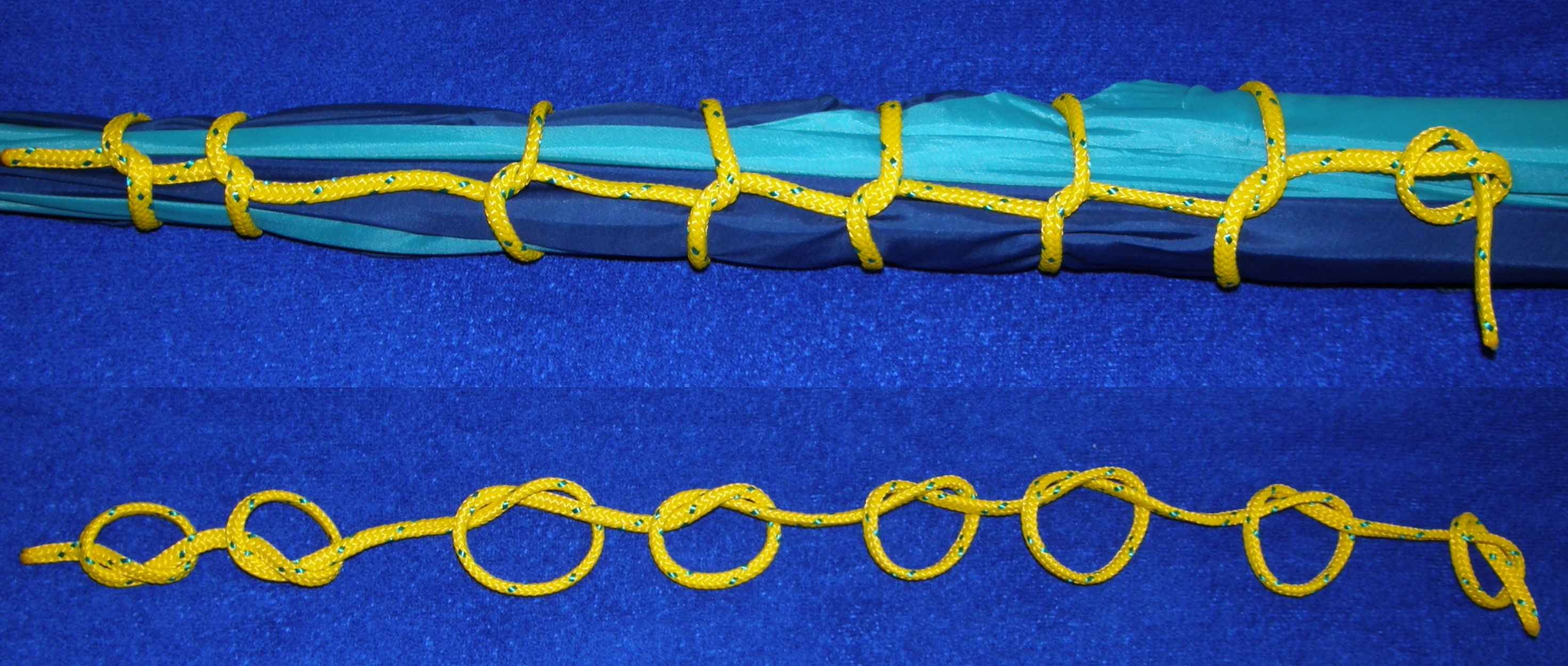
Marlschlag
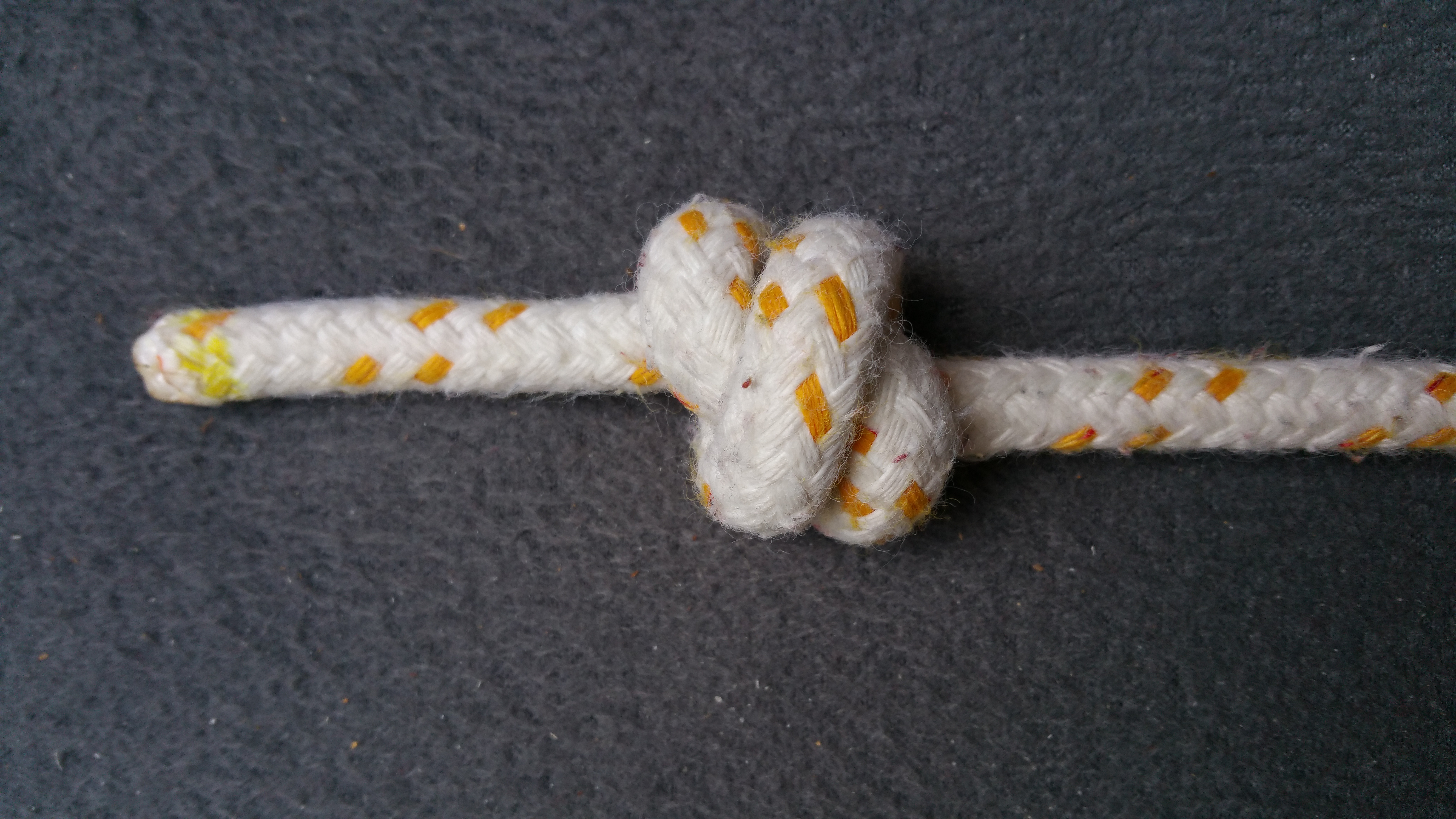
Doppelter Überhandknoten
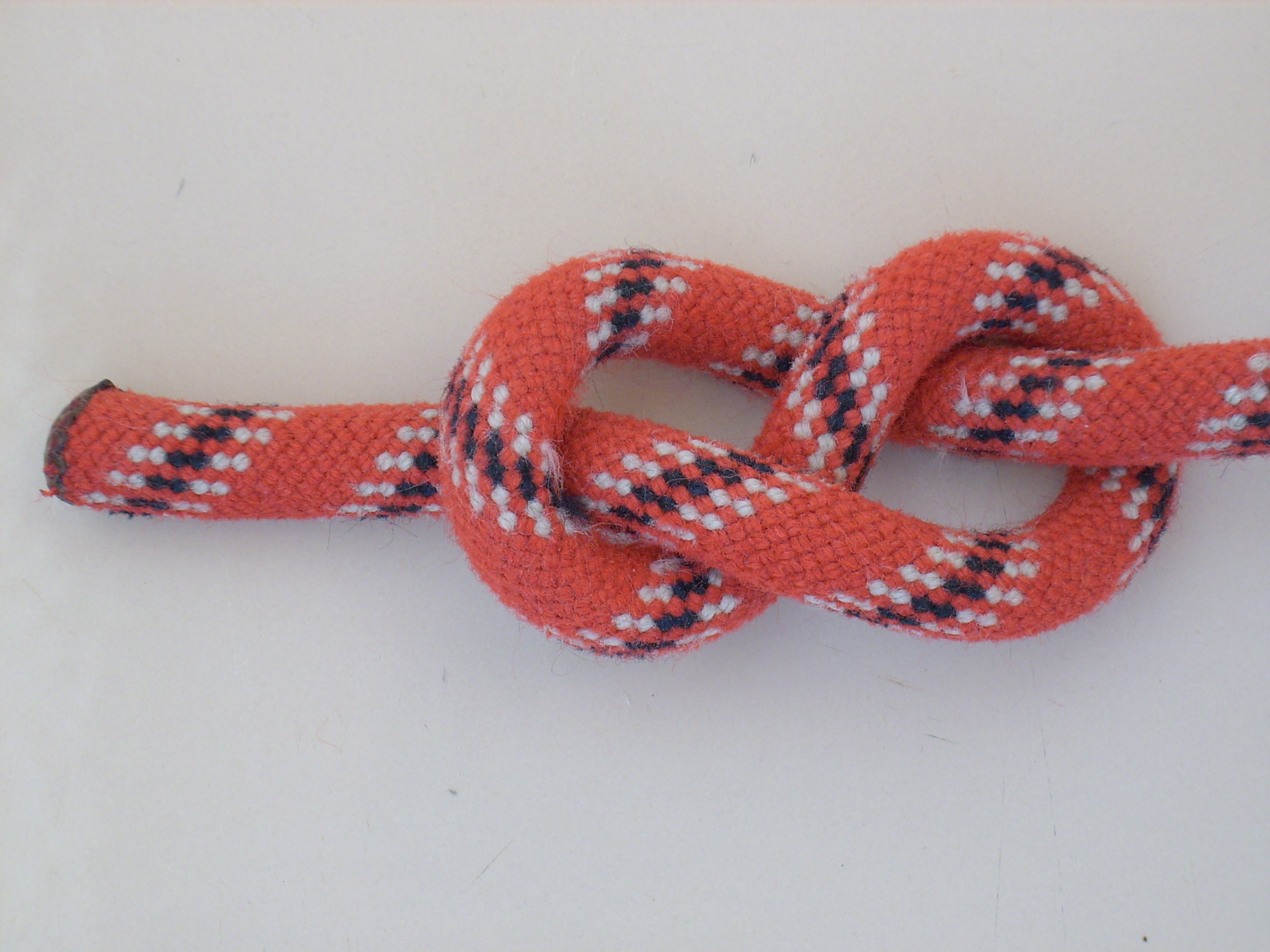
Achtknoten
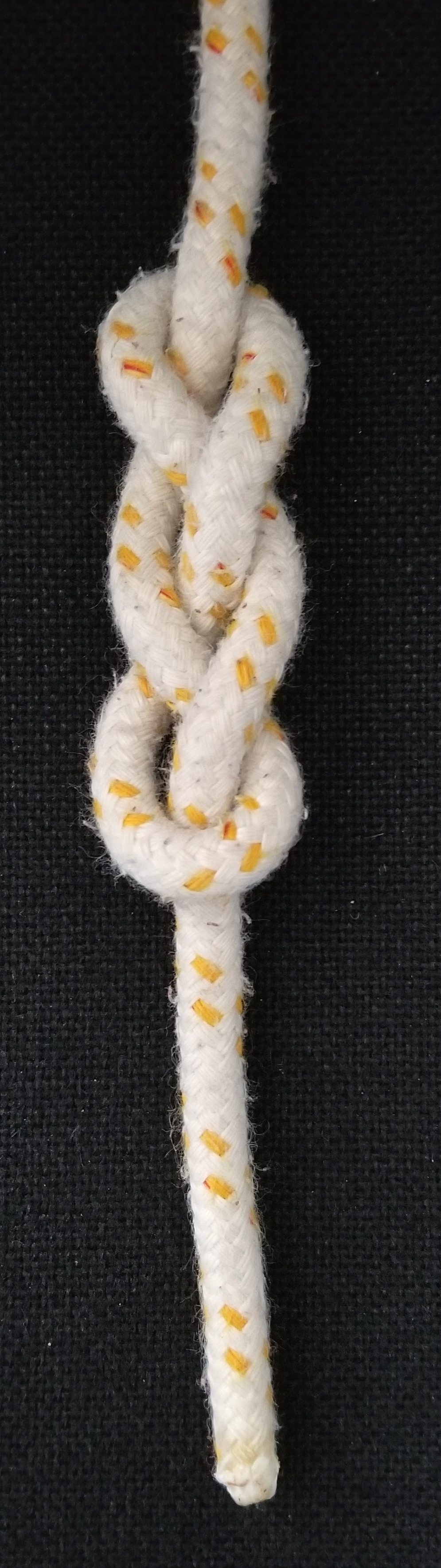
Zopfknoten (Ein-Strang)
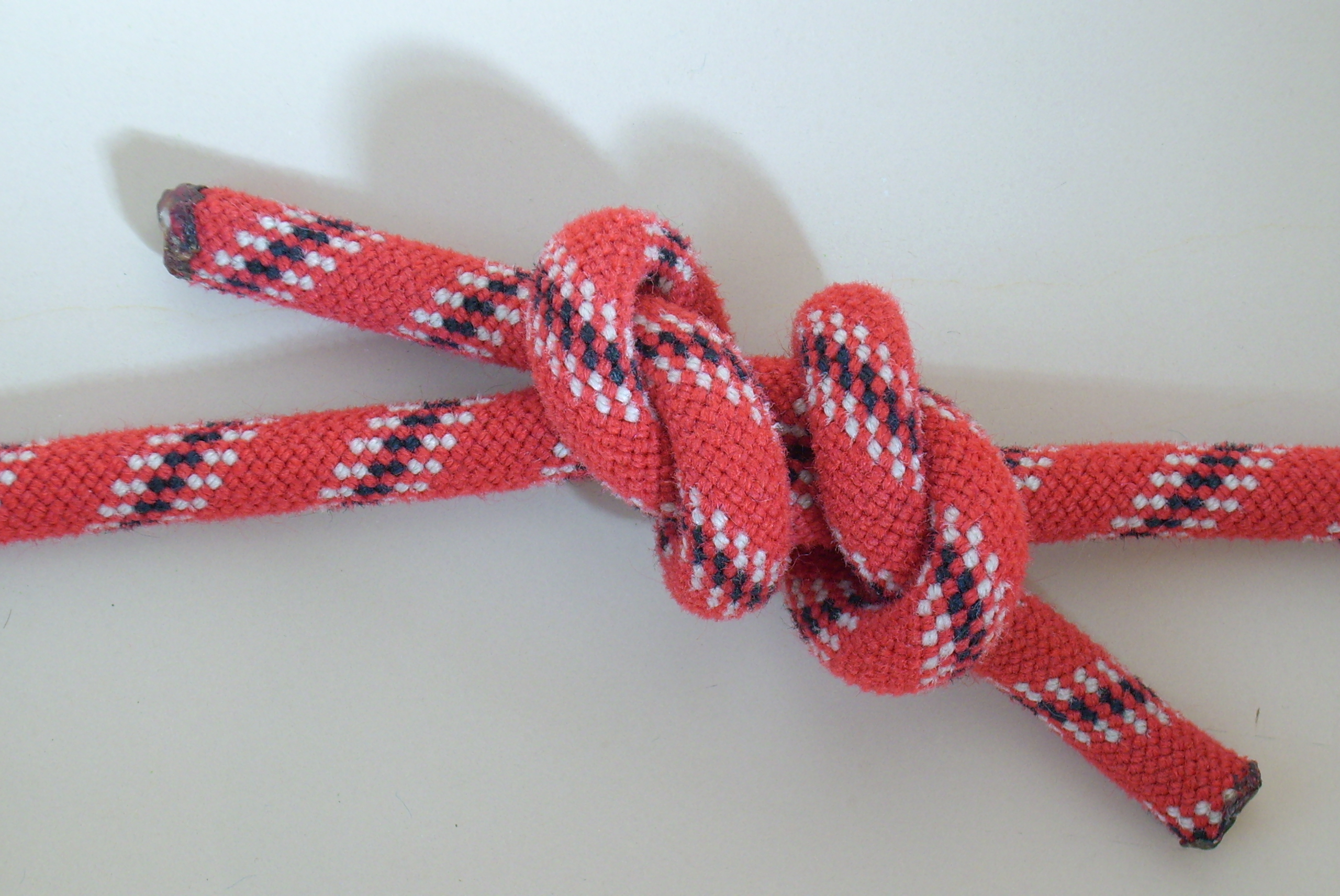
Spierenstich

## Alternativen
Der Doppelte Überhandknoten ist ein dickerer Stopperknoten, als der Einfache Überhandknoten.
Seefahrer und Kletterer verwenden als Stopper häufiger die Achtknoten. Der Knoten ist dicker und liegt mittig in der Leine. Einen noch dickeren Stopperknoten ergibt der Ashley-Stopperknoten.

## Trivia
Der mit der Papierstreifen-Methode erzeugte Überhandknoten bildet ein regelmäßiges Fünfeck. Siehe auch den betreffenden Abschnitt im Artikel Goldenen Schnitt.

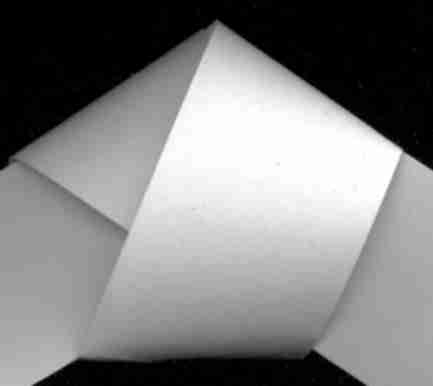
Überhandknoten mit einem Papierstreifen